# Kostel svatého Jiljí (Ptkanów)
Opevněný kostel svatého Jiljí (polsky Kościoł św. Idziego) stojí na návrší v osadě Ptkanów, ve starostenské vesnici Podole, (gmina Opatów-obszar wiejski, okres Opatów, svatokřížské vojvodství ) v Polsku. Římskokatolický farní kostel sv. Jiljí se zděnou zvonicí, baštami a obrannou zdí je zapsán v Seznamu nemovitých památek Svatokřížského vojvodství pod číslem A-540/1-4.
Kostel sv. Jiljí náleží pod římskokatolickou farnost Ptkanów, děkanát Opatów, sandomierskou diecézi.

## Historie
Gotický kostel svatého Jiljí z přelomu 14. a 15. století je postavený na místě původního kostela z 12. století. Podle  Jana Długosze zde kostel nechal postavit Vladislav I. Herman. Jiné prameny uvádí, že kostel založil Dunin z Łabędź ve 12. století nebo řád templářů. Farnost je doložena v roce 1326, kdy platila svatopetrský haléř. Koncem 16. nebo v 17. století byl kostel a hřbitov obehnán obrannou zdí s věžemi a pětibokými malými baštami se střílnami. V jihozápadním rohu hradby byla zděná zvonice, která sloužila zároveň jako brána. V roce 1789 byla postavena zděná fara. V roce 1880 shořela šindelová střecha. V letech 1906–1910 byl kostel přestavěn a rozšířen podle projektu Józefa Dziekońského v novogotickém slohu. Po druhé světové válce byly prováděny četné opravy. Například kolem roku 1970 bylo ke zvonici přistavěno kamenné schodiště, na východní straně obranné zdi proražen nový vstup. Kolem roku 1960 byla přestavěna severní věž a bývalá márnice.

## Popis

### Exteriér
Opevněný areál stojí na nejvyšším bodě sprašové plošiny obklopen osadou Ptkanówy. Kostel je zděná neomítaná jednolodní orientovaná stavba postavena na půdorysu uobdélníku a s trojbokým užším závěrem. Loď a kněžiště v rozích zvenčí jsou zpevněné opěráky. Stavebním materiálem je místní tzv. podolský pískovec. Kostel je zastřešen vysokou sedlovou střechou. V horní části západního průčelí je kamenný štít s erbem Grzymałů. Během rekonstrukce (po roce 1880) byla na jižní straně ke kostelu přistavěna novogotická předsíň. K severní stěně kněžiště přiléhá sakristie.
Před kostelem na jižní straně se nacházejí sluneční hodiny.

### Interiér
Loď je zaklenutá plochým trámovým stropem. Kněžiště je polygonální a zaklenuté křížovou žebrovou klenbou. V sakristii je valená klenba.  Vybavení a výzdoba kostela pochází z počátku 20. století (předchozí výzdoba byla zničena při požáru). Na hlavním oltáři je obraz svatého Jiljí, který namaloval Kazimír Alchimovič. Na jižní stěně lodi jsou kamenné reliéfy ženské a mužské hlavy a kámen s letopočtem 1140 neznámého původu.

### Obranná zeď
Kostel a hřbitov je obklopen obrannou zdí z 16. století na půdorysu nepravidelného osmiúhelníku střídavě s třemi věžemi a třemi baštami v rozích. Věže a bašty byly postaveny na pětibokém půdorysu. Ve zdi se dochovaly štěrbinové a klíčové střílny. Největší baštou je zvonice.

### Zvonice
Zděná zvonice situovaná v jihozápadním rohu obranné zdi pochází z 16. století, která zároveň sloužila jako brána. Je dvoupatrová postavena na půdorysu obdélníku v rozích zpevněná opěráky. Věž je krytá nízkou stanovou střechou ukončenou arkádovou věžičkou s kopulí. V druhém patře jsou dochovány pravidelně opakující se klenuté výklenky a v rohu římsa starého krbu. Na východní stěně se dochovaly fragmenty vlysu zdobeného rostlinnými a zvířecími motivy.

## Galerie

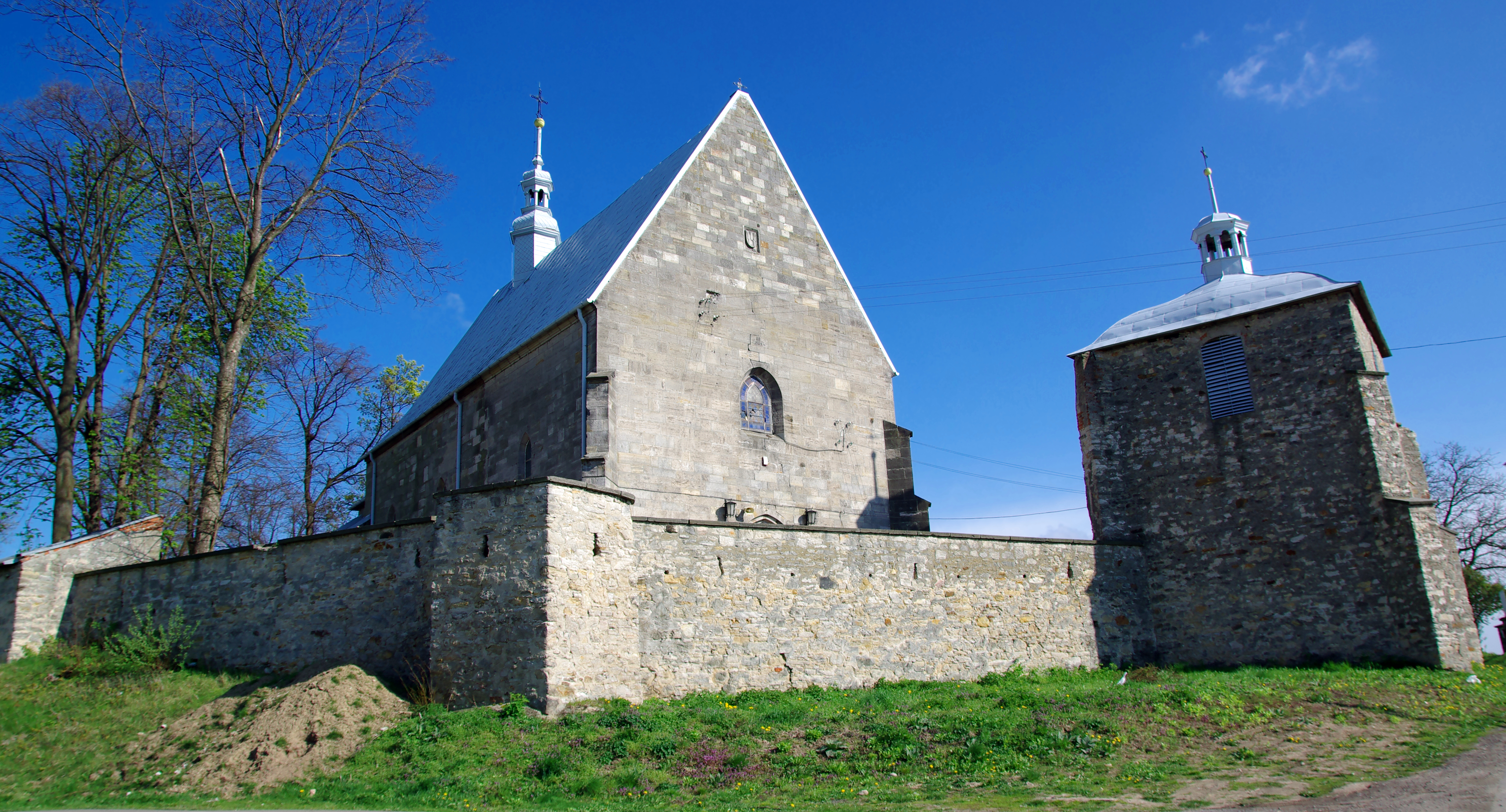
Opevněný kostel sv. Jiljí
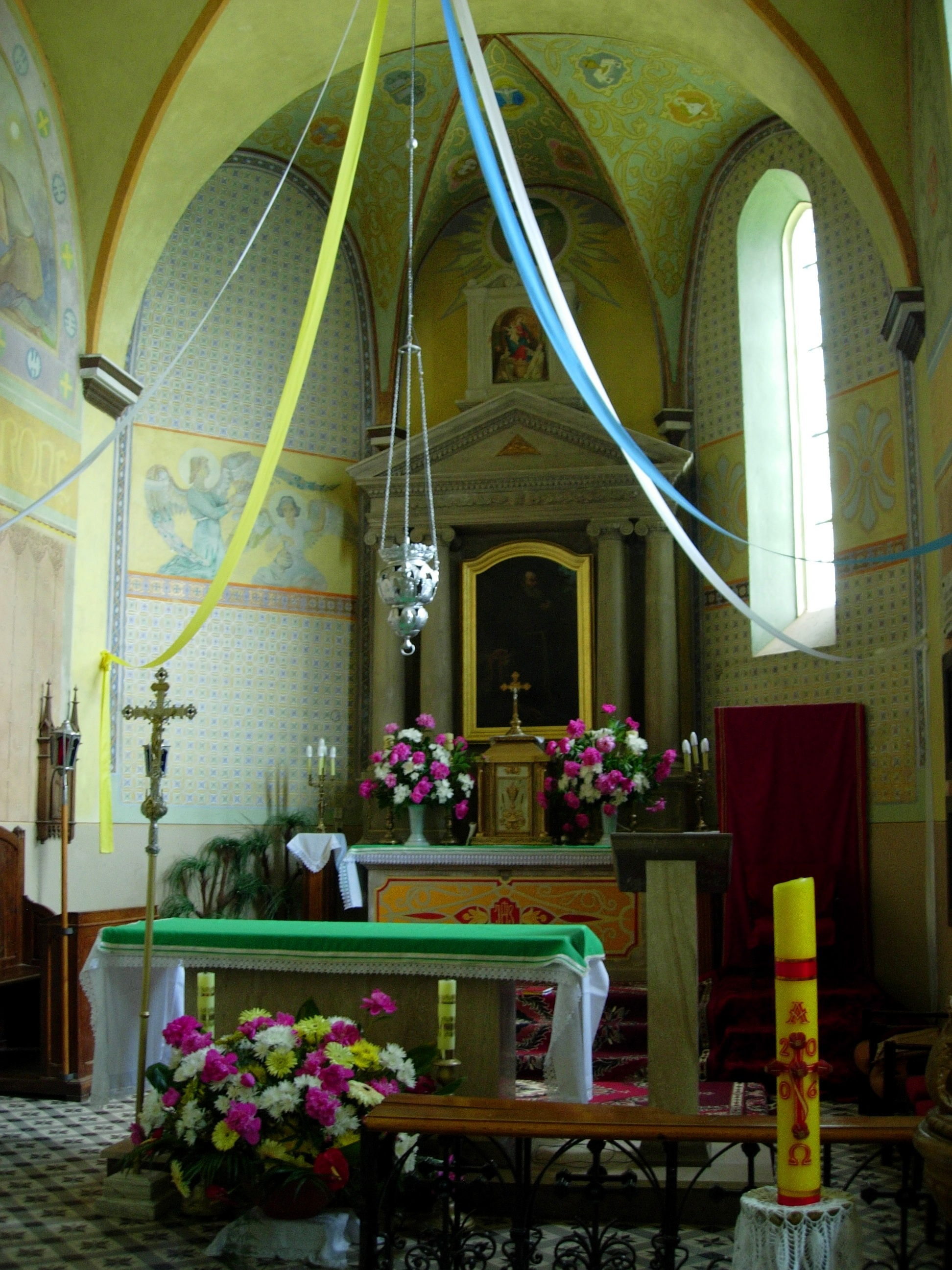
Kněžiště
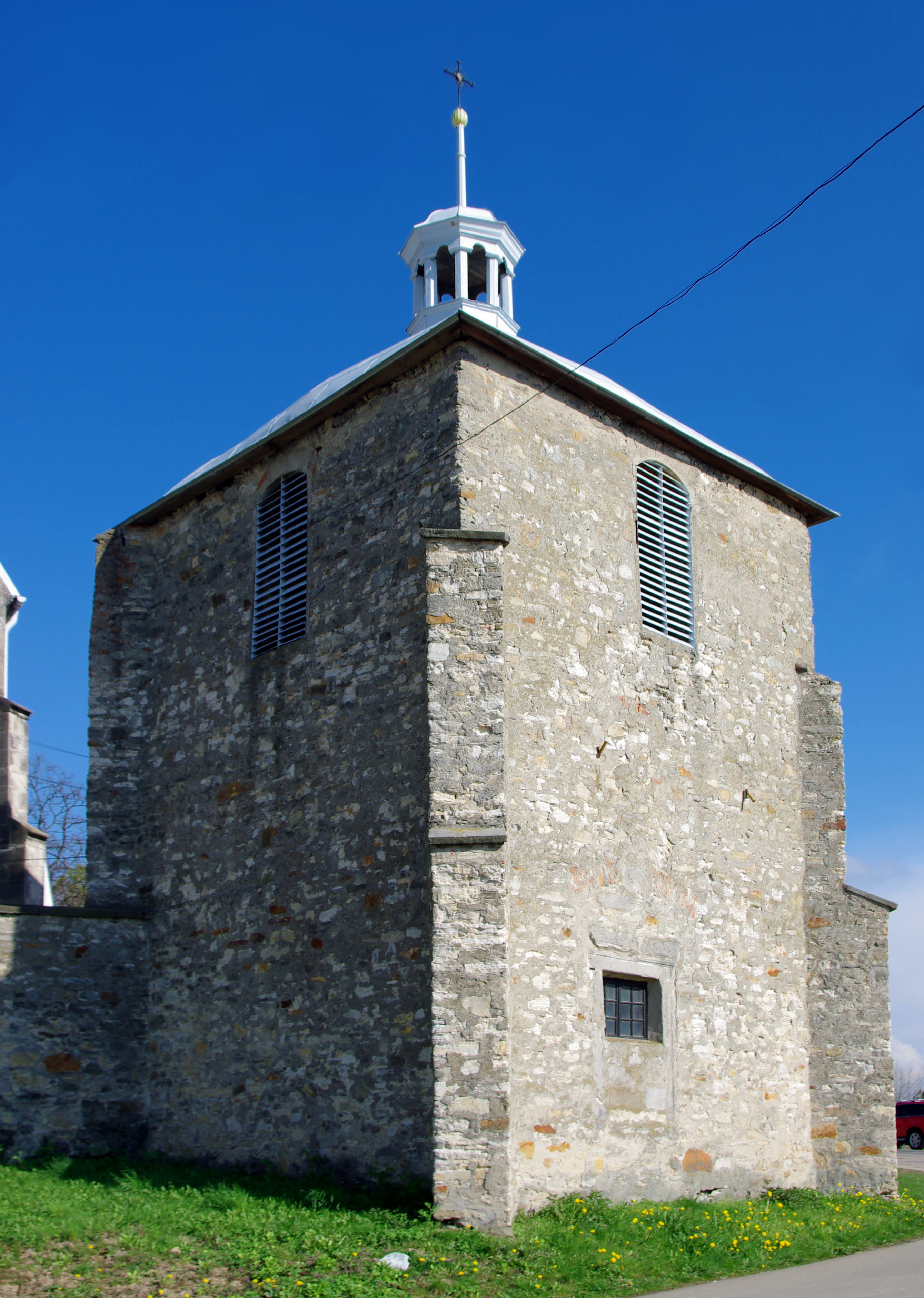
Zvonice
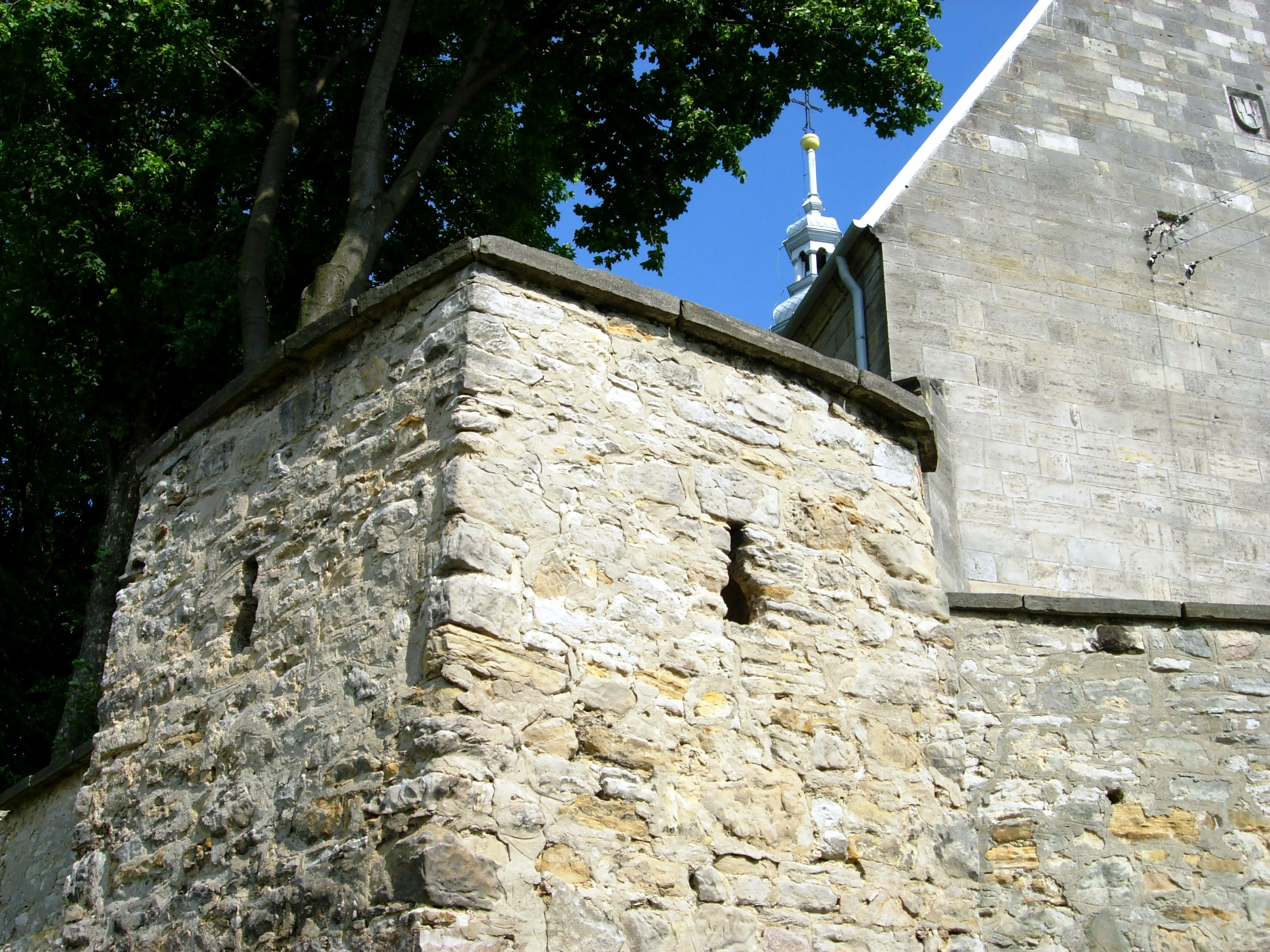
Rohový bašta s klíčovými střílnami
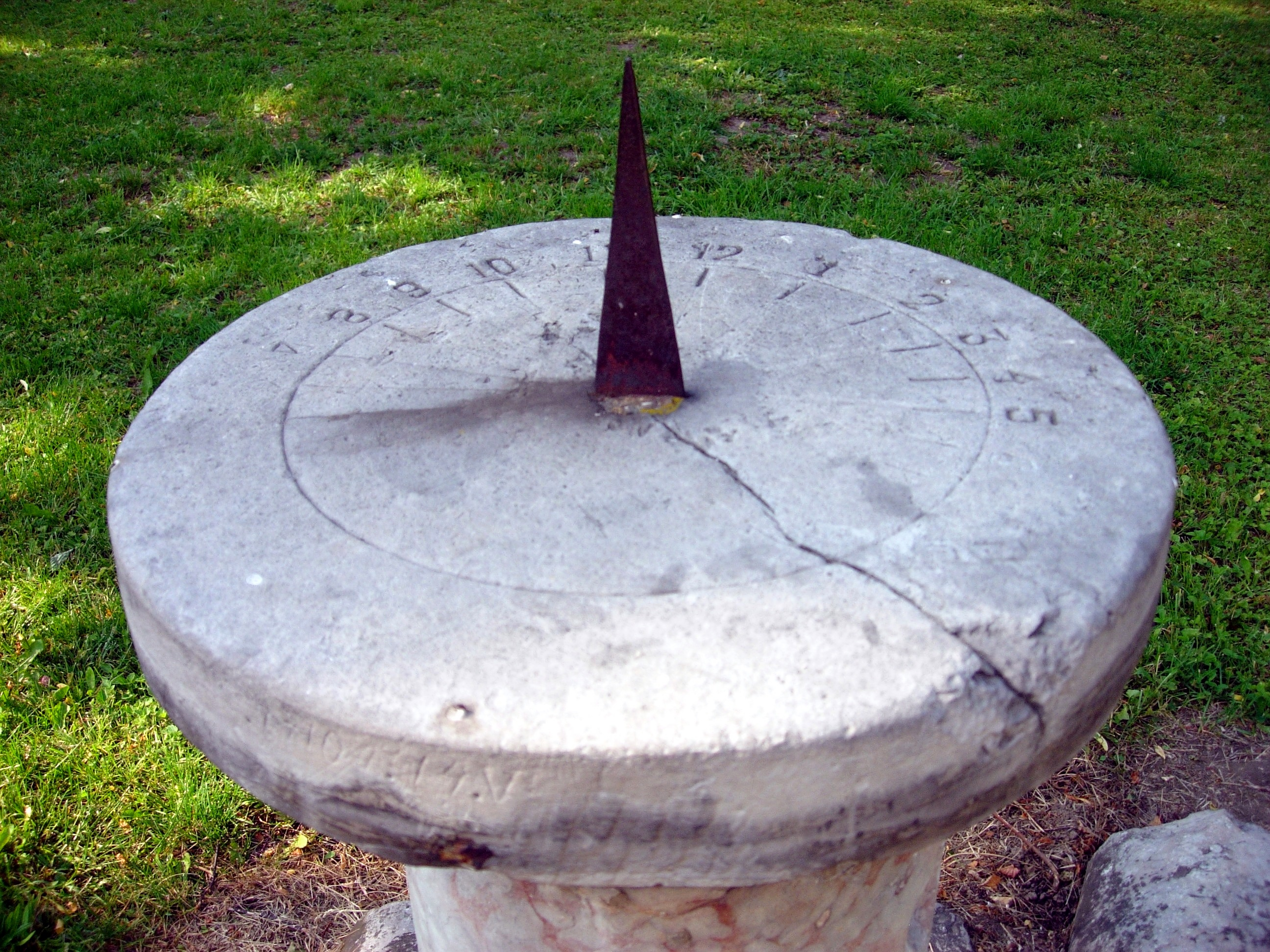
Sluneční hodiny
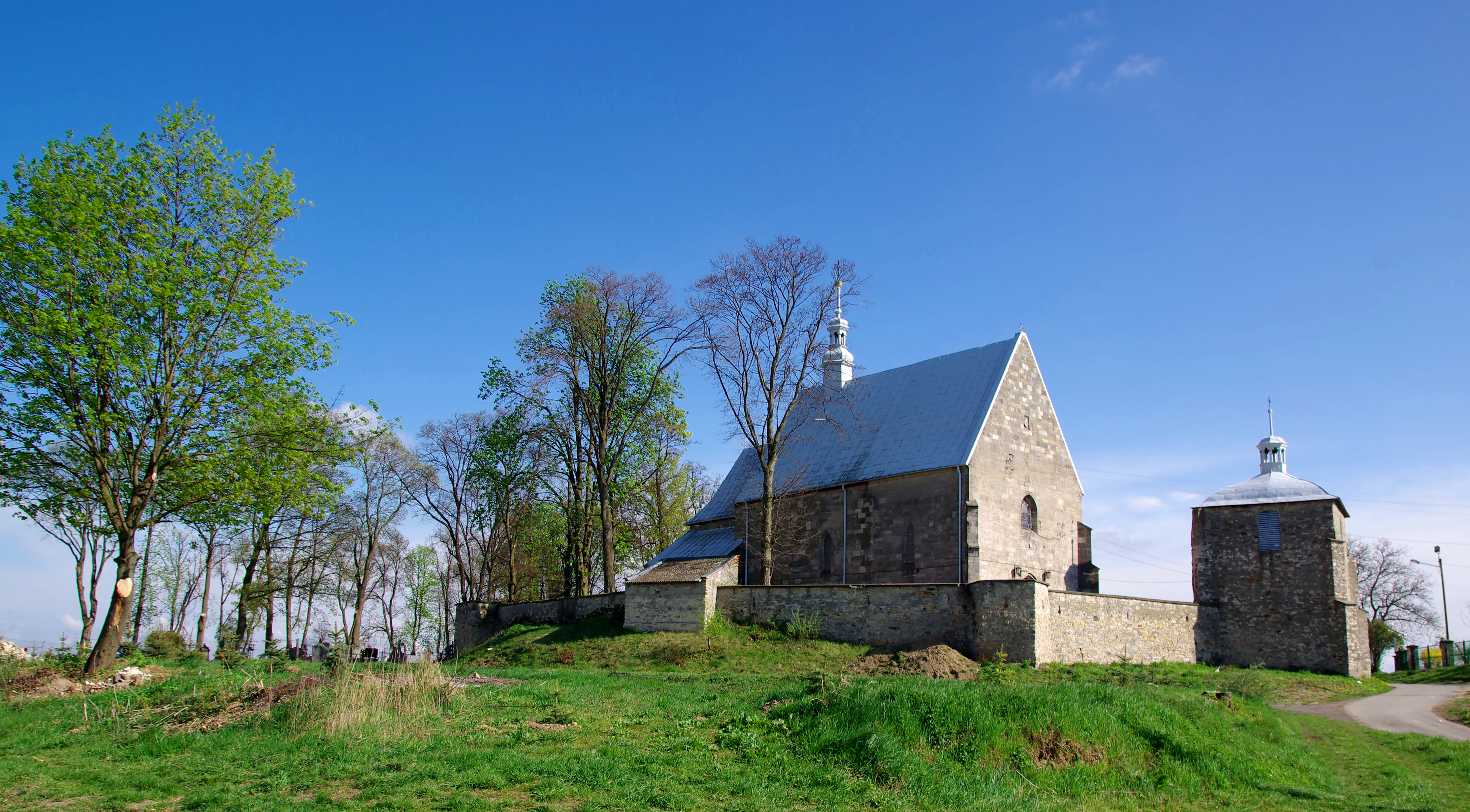
Opevněný kostel–celkový pohled na návrší